# Auzouville-sur-Ry
Auzouville-sur-Ry település Franciaországban, Seine-Maritime megyében. Lakosainak száma 681 fő (2022. január 1.). Auzouville-sur-Ry Letteguives, Perruel, Bois-d’Ennebourg, Fresne-le-Plan, Martainville-Épreville és Saint-Denis-le-Thiboult községekkel határos.

## Népesség
A település népességének változása:
| Lakosok száma | 680  | 712  | 739  | 733  | 715  | 702  | 690  | 689  | 681  |
|               | 2013 | 2015 | 2016 | 2017 | 2018 | 2019 | 2020 | 2021 | 2022 |